# China nos Jogos Olímpicos de Inverno de 1994
A China mandou 24 competidores que disputaram cinco modalidades nos Jogos Olímpicos de Inverno de 1994, em Lillehammer, na Noruega. A delegação conquistou 3 medalhas no total, sendo uma de prata e duas de bronze.